# Parksville Community Park
Parksville Community Park är en park i staden Parksville i British Columbia i Kanada. Den ligger intill vattnet vid Parksville Bay. I parken finns bland annat en stor sandstrand, basebollplaner, skatepark och tennisbanor. 